# Быстрова, Наталья Станиславовна
Наталья Станиславовна Быстрова (урождённая Пакина, 26 июля 1968, Казань, Татарстан, СССР) — Заслуженный мастер спорта России по бодибилдингу, одиннадцатикратная чемпионка мира, трёхкратная Мисс Вселенная, профессионал IFBB Professional League (категория women's physique), первый персональный тренер Казани.

## Биография
Год начала занятий фитнесом — 1987.
Год начала соревновательной карьеры — 1989.
Побеждала на международных соревнованиях по фитнесу (NAC International) в 2004, 2005, 2006, 2007, 2009, 2012, 2015.

Побеждала на международных соревнованиях по бодибилдингу IFBB Federation в 2017, 2018, 2019, 2021. 
Победила на Romania Muscle Fest (NPC Worldwide) Pro Qualifier в категориях women's physique и women's bodybuilding в 2023, завоевав карту профессионала IFBB Professional League.
Победила на Optimum Classic Pro в Шривпорте (Штат Луизиана, США), завоевала титул вице-чемпионки и приз за лучшую произвольную композицию на Omaha Pro в Омахе (Штат Небраска, США), дебютировала на Mr. Olympia в Лас-Вегасе (Штат Невада, США) в 2024.
В настоящее время живёт и работает в качестве персонального тренера по фитнесу в г. Казань.